# Шарпантье, Габриэль
Габриэ́ль Андре́ Жозе́ф Шарпантье́ (фр. Gabriel André Joseph Charpentier; родился 17 июня 1999 года, Пуэнт-Нуар, Республика Конго) — конголезский и французский футболист, нападающий клуба «Парма» и сборной Конго.

## Биография
Воспитанник «Нанта». В 2019 году выступал в латвийской Высшей лиге за «Спартак» из Юрмалы. По ходу сезона покинул команду из-за потери мотивации и перебрался в Италию. Летом 2020 года права на футболиста приобрел клуб Серии А «Дженоа», но в её составе он не появлялся. Зимой ушел в аренду в «Реджину».